# プレートアーマー

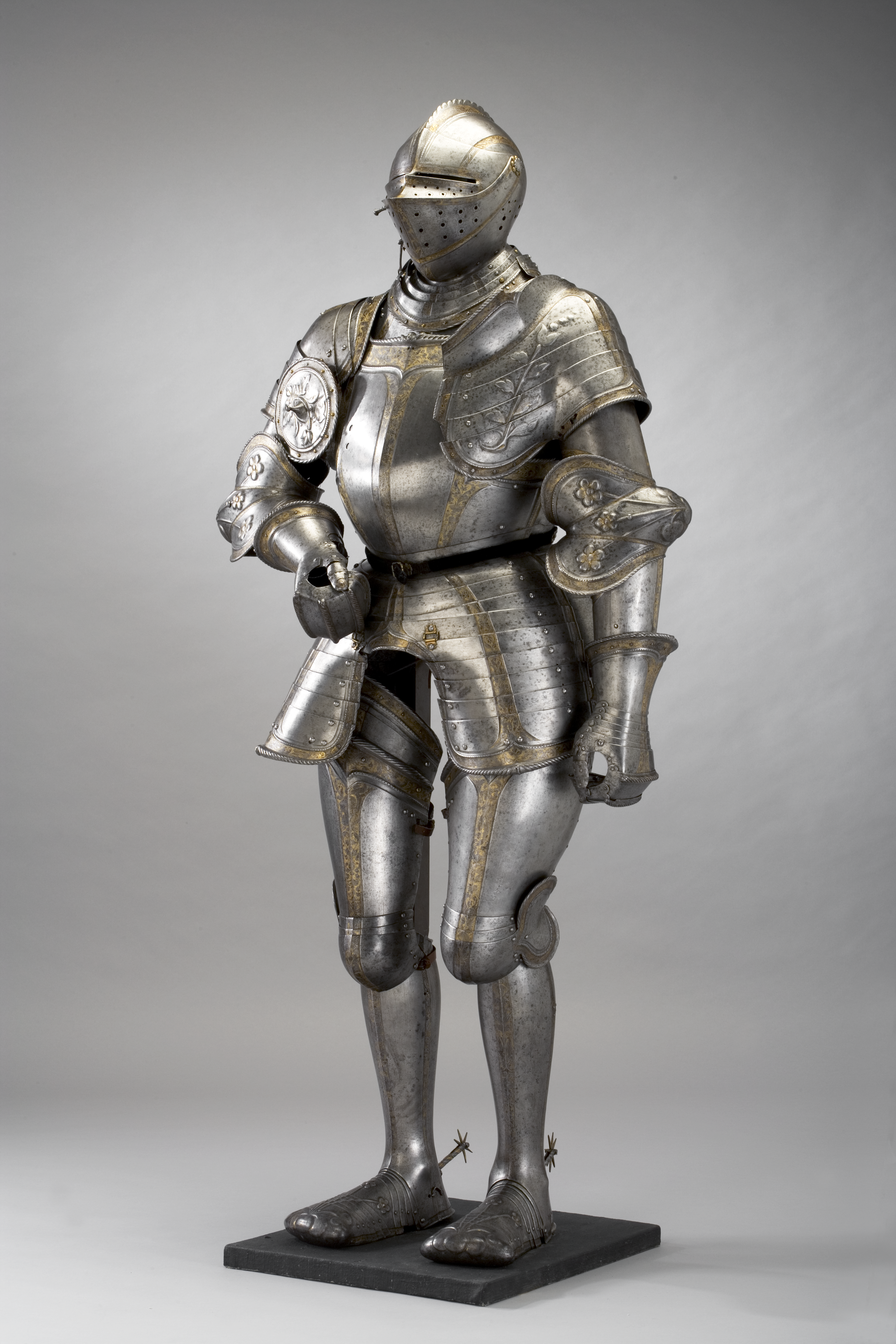
全身を覆うプレートアーマー
1540年 スウェーデン (ドイツ)

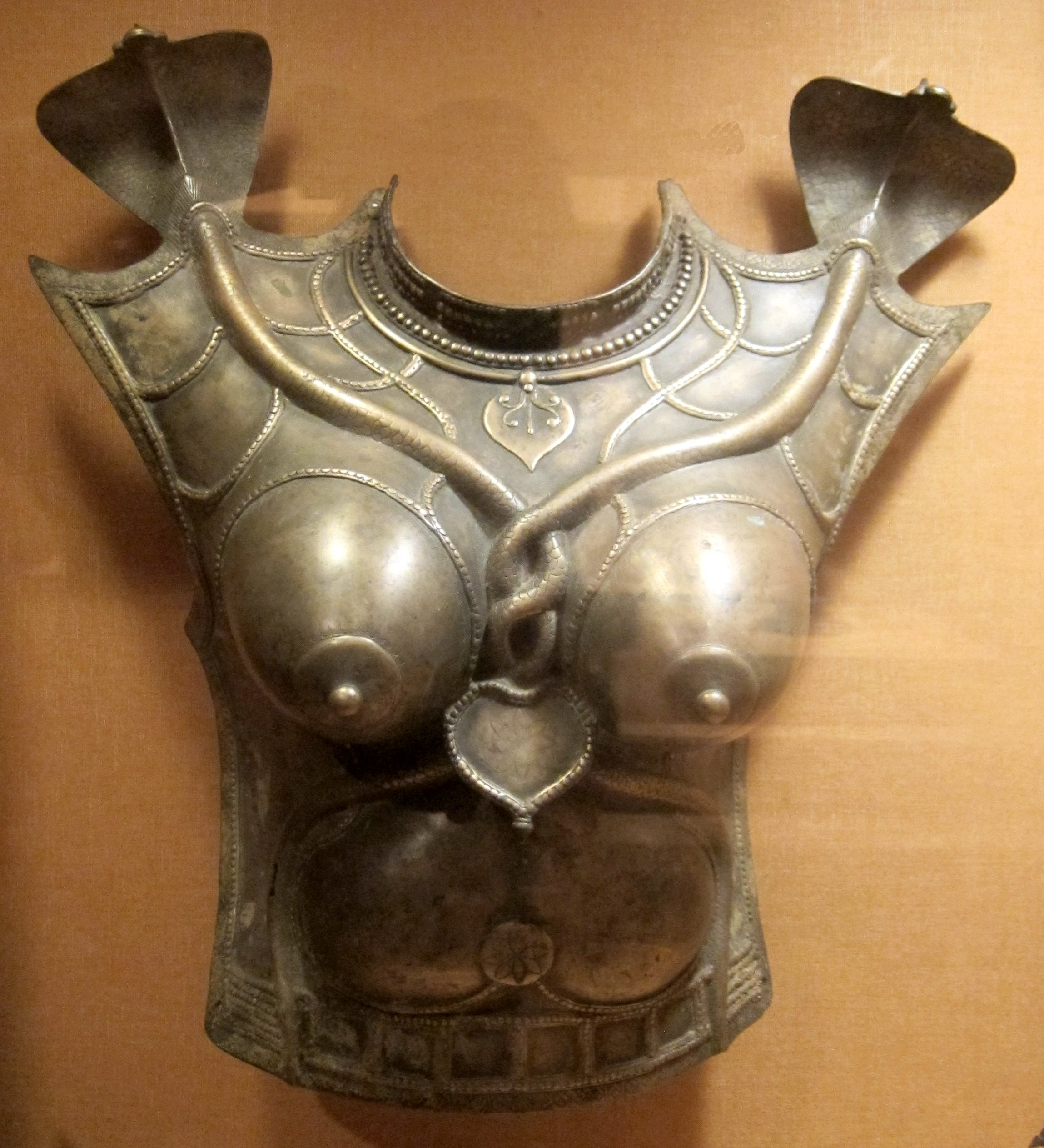
女性向けのために複雑な面になっているアーマー
1700-1800年代 インド

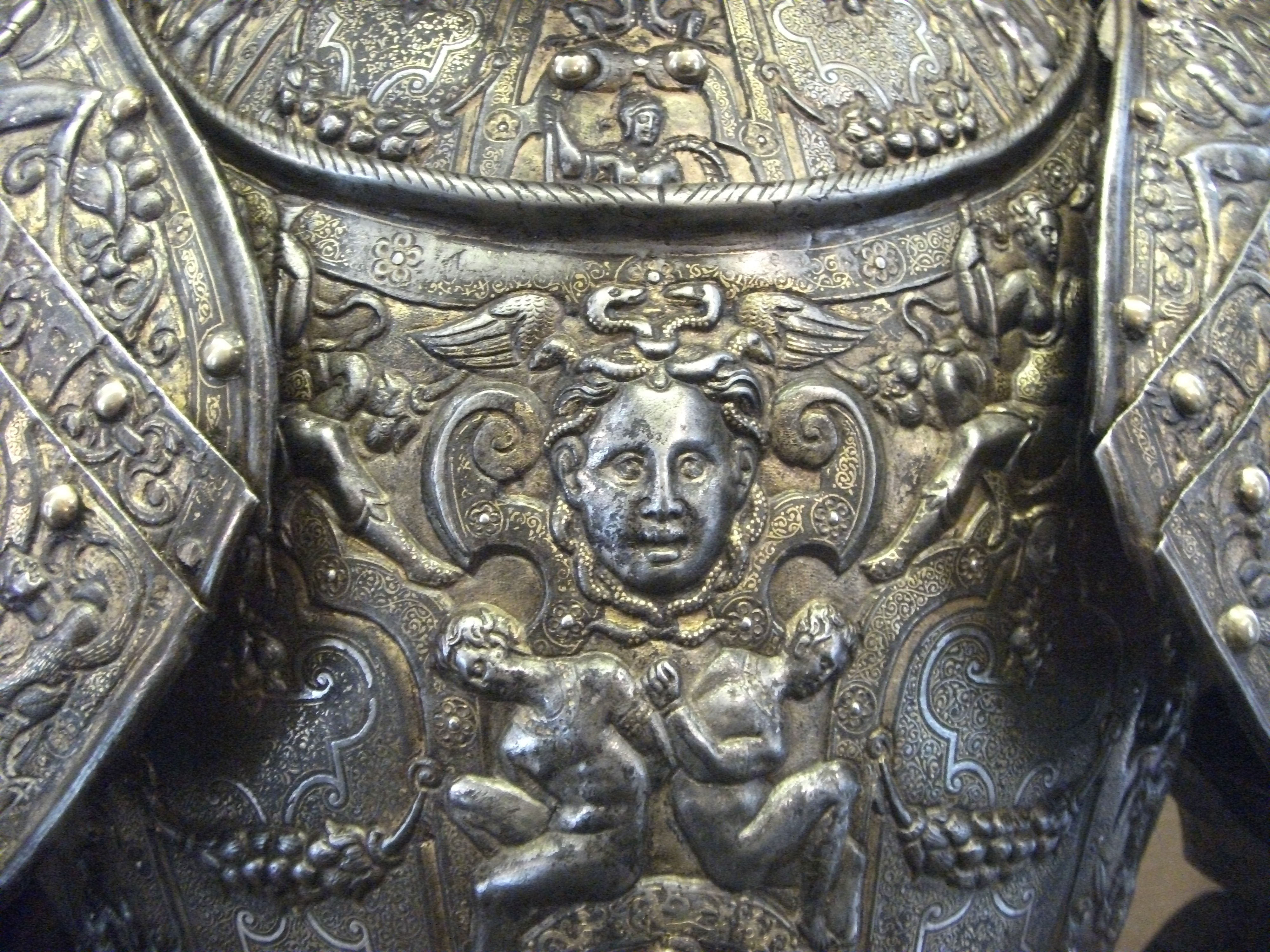
装飾があるパレードアーマー
1575-1585年 イタリア

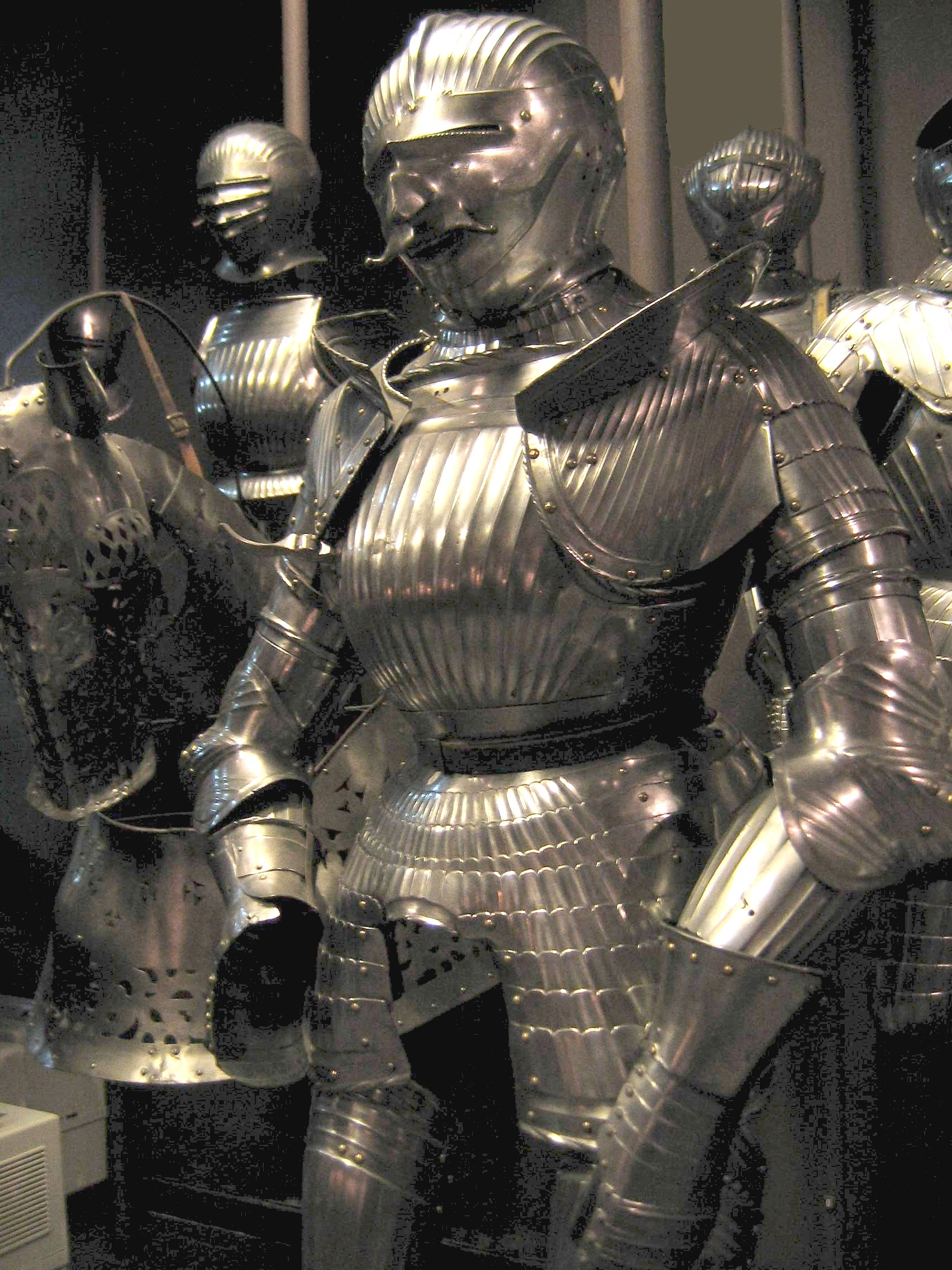
線があるマクシミリアン式アーマー
1510年 ポーランド

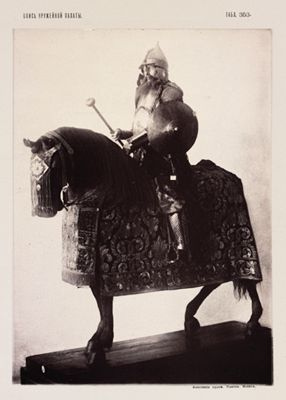
ロシア帝国軍のヴォイヴォダが用いていたプレートアーマー
17世紀 ロシア（モスクワ）

プレートアーマー（Plate Armor）とは、人体の胸部、あるいは全身を覆う金属板で構成された鎧。金属板で構成されるため、板金鎧（ばんきんよろい）とも呼ばれる。
なお、同語が内包する現代兵器における装甲との区別のため、本項ではプレートアーマーと表現する。

## 概要
これらの甲冑は、全身に装甲をすることで人体の防衛力を高めようとしたもので、甲冑という概念の一つの最終形態と考えることができる。こういった防御力を追求した装備の発達は、それに対する武器の発生も促し、この矛と盾の競争は現代も兵器と装甲の関係に姿を変えて連綿と続いている。
このような様式の発生には、騎馬により敵陣へ切り込む戦法が関わっている。この戦い方では、通常の切り合い以外にも側面からの矢やフレイルなど回り込んでくる武器による攻撃に晒されるため、重量があっても耐久力のある鎧が用いられた。板金加工技術が進んで軽量化が行われた16世紀のマクシミリアン様式（フルーテッドアーマーとも）では20kg前後であったが、それ以前の15世紀ごろのものでは鎖帷子を含め装備重量は30-50kgだった。時代を下って開発された焼入れにより強固さを増したスプリング鋼の甲冑は、厚みが半分ほどで非常に軽量でありながら十分な防御力も持っていたが、これは当時の最先端技術でもあることから、非常に高価で、ごく限られた裕福な王族・貴族にのみ利用された。
甲冑は少しでも体に合わないと着心地が悪く、特にくるぶしの部分が体にあっていないと痛みすら引き起こした。このため裕福な者は北イタリアや南ドイツで甲冑を腕のよい職人にオーダーメイドし、平均的な騎士は貿易船が持ち帰った平凡なミラノ甲冑を購入していた。また、甲冑は新規で買うなり作らせるなりすると大変に高価なものとなったため、甲冑を先代から受け継ぐなどして次代の体にあわせて改造し再使用したこともあった。オーダーメイドの場合、採寸は後述のヘルム、ゴーントリット、サバトンを除く部位だけでも30箇所に及んだ。また、製作には3ヶ月程の期間がかかった。このような事情もあり、一般兵が略奪品以外でプレートアーマーを身に付けることはほとんどなく、農兵程度ではレザーアーマーが利用され、一般の歩兵では金属製の小さな環を綴ったメイル、あるいは金属の小片を綴りあわせたラメラーアーマーやスケイルアーマーないしブリガンディーンなど、より簡易で安価な鎧を利用していた。一般兵士が甲冑を身に着けるほど一般的になると、部位ごとにサイズを修正、販売する者も現れた。しかし上から下まで全部買うのは稀で、多くは甲冑の部位を販売している商人から購入していた。この商人たちは甲冑の部品を調整する技術を持っていたので、甲冑をばら売りしてもその人に合わせてパーツを直すことができたのである。
近年ではファンタジーRPGの普及にも伴い、一般では全身を覆うものに関しては「フルプレートアーマー」とも呼ばれ、単にプレートアーマーというと人体の急所が多い胴体を覆うものや胸当て・背当てをさす傾向も見られる。ただし一般的にはプレートアーマーと呼ぶ場合は、全身を板金によって覆うタイプの甲冑を指し、フルプレートなどは完全に造語である。

### 重量と運動性
14世紀に登場して以降の発達の歴史に於いて、耐久力を増すために装甲部分が増加され、必然的に重量は増加したものの、十分に着て戦えるバランス配分がされている。鎧は種類にも拠るが、重量は数十キログラムにも及び、鎧だけでも20～30kg、兜や武器を含めると35kgを超えた。前述の通り、金属加工技術の発達により軽量化した物は20kg以内に抑えられた。徒歩で使用することを前提としたものでは、鎖帷子などの付属物を含めると平均して30 - 40kg程度であったとされる。ただ全身に均一に装甲されることから、訓練された騎士であれば十分な運動性を発揮でき、馬に跳び乗ることもできたという。ただ、着用者の持久力は多少犠牲になる。重量よりも問題なのはプレートアーマーは熱を溜め込みやすいことで、兜を着けると熱が頭にこもって熱中症の原因にもなり得る。また、動くとカチャカチャと金属音が響くので身を隠すのには向かない。このほか体の動きが制限されることなども影響して、甲冑と同じ重量を運搬する場合に比べカロリー消費量換算では2倍を超える上に、胸への重量負担や締め付けが呼吸を妨げより疲労しやすくなるとする報告も上がっている。
後に発生したプレートアーマーの過剰な重量化の一端には、戦乱期の終息と共に盛んになっていった馬上槍試合用の防具（一種のスポーツ用プロテクター）としての発達もある。馬上槍試合では相互に木製の槍による突打を行い、落馬したものが負けとなるが、この突打は幾ら衝突に際して砕け散ることで衝撃を緩和させる木製の槍とはいえ、生身で受ければ競技者に致命傷を負わせる。このため打撃を受ける盾や肩には強固な装甲が施され、また首周りも予期せぬ打撃で負傷しないよう可動部が簡略化され、首を動かすことはできなかった。馬上試合では前方のみ見えていれば事足りるためでもあるが、これらは関節の自由度も低く、落馬すれば文字通り「自力で動くことができない」ものも存在する。
しばしば西洋甲冑は「重くなりすぎて戦場で転倒したら起き上がれない」や「落馬すると自力で鞍に乗れない」と言われることもあるが、この誤解はトーナメント・アーマーと戦争に用いられた「実戦的なもの」とを混同したことによる。後者の戦闘用アーマーは関節の動きはほとんど制限されず、状態が悪くない限り滑らかに動くので運動の支障はほぼない。イタリアのフィオレ・ディ・リベリ（Fiore di Liberi）が記した剣術指南書には、甲冑を着たまま泳ぐ方法や、同じく甲冑を着たまま宙返りをする兵士の姿が描かれている。
ただ甲冑を着た騎士を転ばせることは、これら甲冑に付き物の狭い視界や装備重量の関係で必ずしも無効だとはいえず、歩兵装備としてはこういった騎士を馬上から引き摺り下ろしたり集団で群がって打ち倒すための武器も見られる（後述）。
また甲冑を着込んでの格闘戦は強力で、特に手甲にメリケンサックやスパイクなど格闘戦用の装備を備えるものも作られている。

### 備考
全ての装備を着用すると、その重量は最低でも20kg以上はあったが、これは20世紀の歩兵の標準装備重量（武器弾薬や食料・各種ユーティリティ込みで50kgを超える）と比して重すぎるものではない。しかし状況さえ許せば装甲兵員輸送車やヘリボーン戦術で前線付近まで移動し、銃器による撃ち合い（銃撃戦）が主体となり、また必要に応じて背嚢を一時的に何処かに置いて行動する現代戦闘とは異なり、この装備重量のまま1打撃ごとに全身で撃って掛かる剣戟では、如何に鍛えられた騎士といえども体力の消耗は激しく、また全身を覆うことから来る通気性の悪さや、鎧の下に着るものを調節する訳にも行かない暑さ・寒さという点でも、否応無く鎧を着た者の体力を削るものであった。

勿論甲冑をつけた騎士が戦地に赴く際は、騎士自身が装具や食料・衣類や野営具を担いで持参する訳にも行かず、常に従者がこれらの消耗品・必要品を運搬する必要もある。このため騎士には常に最低1人、多い人では数名の従者がついていた。
甲冑の装備は様々な部位に分かれて順々に装着するが、二人の従者が騎士の頭のてっぺんからつま先まで5分から10分程度で装着することもできた。取り外すのは更に短時間で可能であった。
重量が増加したことで馬の負担も増えたため、軍馬には優れた運搬能力とスタミナを有しながら、ある程度の速度が出せる大型の馬（デストリア）が使われるようになった。
戦いで塗装がはげるため通常は地金のままであったが、儀礼用の鎧は塗装することもあった。また主君と明確な主従関係を結んでいない騎士（黒騎士）は修繕費用を抑えるため、さび止めをかねて甲冑を黒く塗ることが多かった。

## 機能に見る工夫
これらの鎧は、部分的に取り替えることにより、騎馬用から徒歩用まで多目的に使えた。例えば長い拍車などは騎馬用であり、五本指のゴーントリットは手綱を持つためである。しかしミトンは接近戦では大切であり、あるいは五指ゴーントリットの上から更に指を強固に保護するオーバーガードをつけて使用された。
肩や肘といった関節が大きく動く部分は数枚の鉄板を浅く重ね合わせて鋲で連結しており、滑らかに動かせる上に肌が露出しない構造を実現している。
プレートアーマーは防具としての意味合いが強いが、ある意味では着る武器であった。これは甲冑剣術が斬るよりも打撃を中心に考えられたからで、甲冑の重量は武器となりより強いインパクトを与えた。片側のゴーントリットだけで1kgもあり、装甲の薄い兵士がこれで殴られることは、その重さのハンマーで殴られることに等しい。また篭手に短剣やスパイク状の武器を取り付けることもしばしば行われた。
また日本の武士が着た甲冑同様に意匠を凝らしたものも無い訳ではないが、これは後述するパレードアーマーなど儀礼的なものへと変化していった。なお戦場に於ける敵味方・個人の識別には、意匠を凝らした盾や兜のほかに、サーコートと呼ばれる甲冑の上から羽織るマントが利用された。

## 歴史

### 誕生
紀元前2世紀ごろの古代ギリシアや古代ローマでは、青銅や革でできた、文字通り1枚成形の胸甲が使われていた。これらは四角や楕円の板を胸の前に肩紐で吊り下げ、脇下の紐で結わえ付けたようなものであった。これがプレートアーマーの古い原型であると言える。着用者の動きを阻害しないように、防御面積は最小限に留められた。
その後、過渡期的にロリカ・セクアマタ（？）のようなスケイルアーマーの一種が用いられ、ロリカ・ハマタと呼ばれるチェインメイルを経て、更に2世紀ごろはロリカ・セグメンタタと呼ばれる、多数の体の側面湾曲面に合わせて折り曲げた鉄板を組み合わせた鎧が主流となる。ロリカ・セグメンタタは1枚成形の胸甲に比べて、ある程度の可動性があり、その分防御面積も広くなり、板金部分が肩や胸・わき腹を覆うのみならず、布地部分が下腿部を覆うようになり、防御力が格段に向上した。

### 衰退
古代ローマの末期には、再びチェインメイルが使われるようになるが、製作に手間がかかったために、ごく一部の将軍や上級指揮官のみが着用した。
しかし、中世において鎖の量産技術が確立したため、以降は廉価で扱いやすいチェインメイルが主流となる。古代から中世の鎧は、より動きやすく、より防御面積を増やす形式へと発展していったのである。13世紀後半に至り、頭のてっぺんからつまさきまで、まさしく全身を覆うまでになり、この方針での発達の頂点を迎える。この時代、一部を板金で補強することも行われたが、それらは主に急所に限定されてのことだった。

### 復権
動きやすさよりも防御力が重要視されるようになるのは、十字軍以降である。異郷での異教徒との戦いは、欧州内での戦闘よりも遥かに過酷なものであった。キリスト教徒同士の戦闘であれば、例えば命はできるだけ奪わず捕虜にする、クロスボウを禁じるなどの約束事があったが、異教徒との戦闘ではそういった取り決めは無かったことから、自らの命を守るためにより安全な甲冑が求められたのである。
騎兵は歩兵から足を狙われることが多いため、まず、脛を保護するためにショース（鎖編みの靴下）の上に板金を付けるようになった。やがて腕、そして胴体へと、板金で覆う部分の面積は徐々に大きくなっていく。14世紀から15世紀にはこうした鎖帷子と板金の重ね着が主流となっていった。そしてとうとう板金部分でほぼ全身を覆うまでになり、この段階でプレートアーマーはその地位を取り戻した。一方でチェインメイルは、関節部分など板金で覆えない隙間のみ防御するものとなった。
北イタリアのミラノはこうした鎧の名産地となり、ことにミラノでは、ミサグリア(ミッサッリャ Misagria)家とネグロリ家の二家を中心に全盛期を迎え、1395年にはトマソ・ミサグリアが騎士叙勲を受けるまでに至っている。

### 全盛期
その後、ニュルンベルクやミラノでプレートアーマーは発展していったが、こうした鎧は完全オーダーメイドであることから非常に高価で、身につけられるのは上流階級に位置する貴族、騎士のみであり、一種のステータスシンボルでもあった。このため貴族などは意匠を凝らした鎧を着け贅を競う風潮も始まっている。しかし、水力ハンマーや足ふみ研磨機の導入などの工業化が進み、様々な異なるサイズを量産することができるようになった。その結果、兵士身分でもプレートアーマーを着ることができた。彼らは装甲兵士と呼ばれる。それ以外に一般人がプレートアーマーを手に入れる方法としては、戦死者から鎧を剥ぎ取るなどがある。
15世紀後半には、ドイツ様式の鎧が見られるようになる、これは板金に畝をつけ、つま先などをとがらせているのが特徴的で、ゴシックアーマーなどと呼ばれる。16世紀初頭、神聖ローマ帝国では最後の騎士とも呼ばれた皇帝マクシミリアン1世の名を取ったマクシミリアン式とも呼ばれる甲冑が登場した。これは、脛等を除くほぼ全身に畝をつけて鎧の強度を保ったまま軽量化した物で形状からフルーテッドアーマーとも呼ばれる。また、ほぼ同時期のイギリスでも、ヘンリー8世が1519年にグリニッジに甲冑製作所を設けるなど、プレートアーマーの制作に力をいれていた。

### 再度の衰退

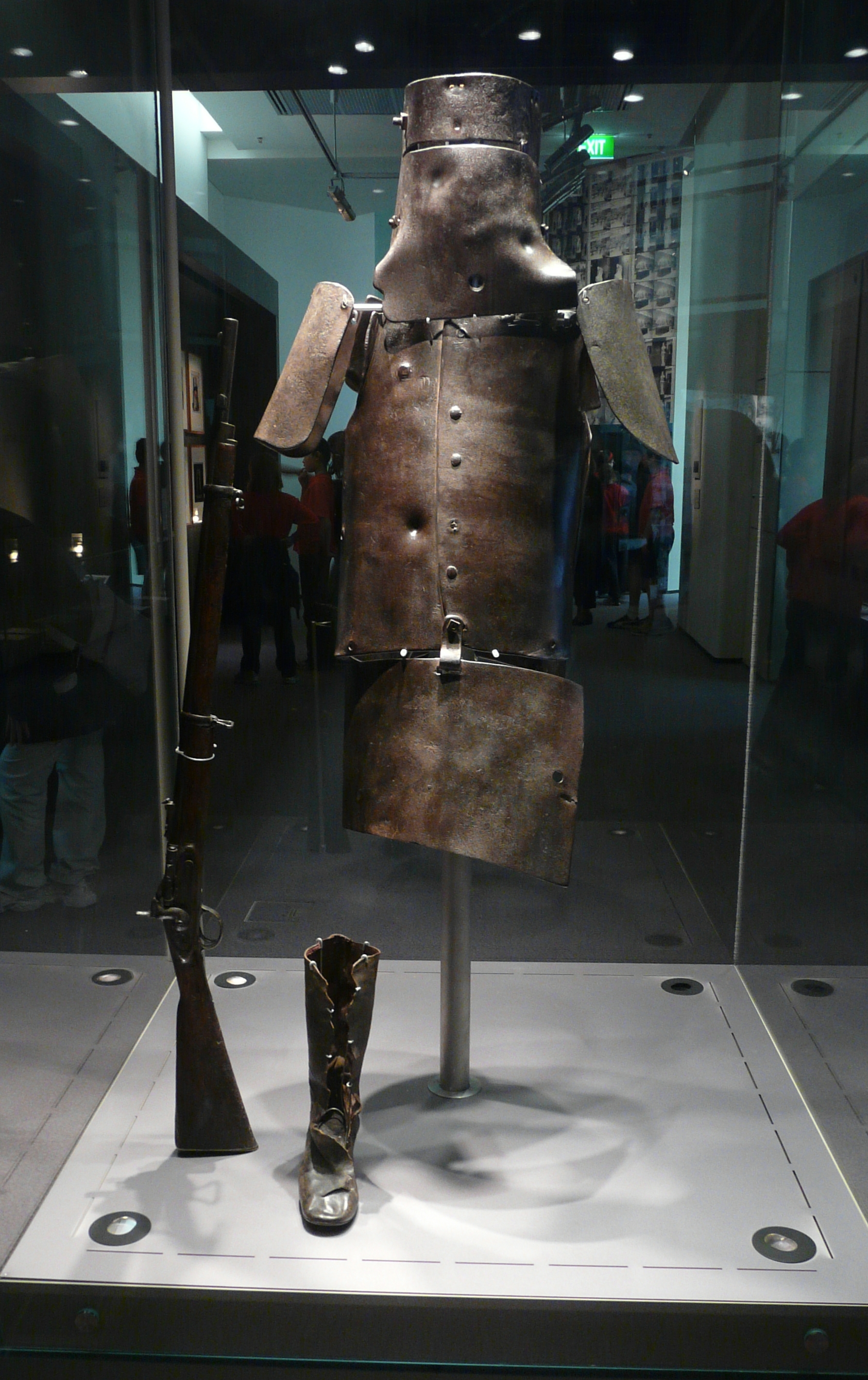
ネッド・ケリーのプレートアーマー。銃弾による凹みが多数ある（ビクトリア州立図書館所蔵）。

個人が携行できる小火器の発達により、それらの貫通力に対抗する必要に迫られることとなる。前述のフルーテッドアーマーのような厚みを減らして軽量化したプレートアーマーでは銃弾には耐えられず、逆に厚さを増していくことになる。そのような防御力を増したプレートアーマーは、同時に重量が増し、着用者にとって耐えられないものになっていく。そこで半甲冑として、足、腕などの防御を諦め、徐々に面積を減らしていくことになる。つまりは古代ギリシャの胸甲に近い状態へと、逆戻りしていくことになり、やがて歩兵については甲冑の装着は廃れることとなる。
それでも胸甲騎兵として、頭部と胸部のみの甲冑を装着した騎兵が第一次世界大戦まで命脈を保つものの、騎兵そのものが時代遅れとなっていった。ここにプレートアーマーの時代は終焉し、現代は頭部のみヘルメットで防御することとなる。
1870年代後半にオーストラリアで活動した義賊のネッド・ケリーは防弾用として、頭部、胴体、肩を防御する装飾の無いプレートアーマー（ケリーの鎧）を身につけていた。厚さ6mmの鋤板を整形した物で重量は97ポンド（約44kg）である。ケリーが着用し警察との銃撃戦では命中した弾丸を全て防いだが、防御されていない腕や脚に被弾し逮捕されている。

### 装飾品・儀礼用として

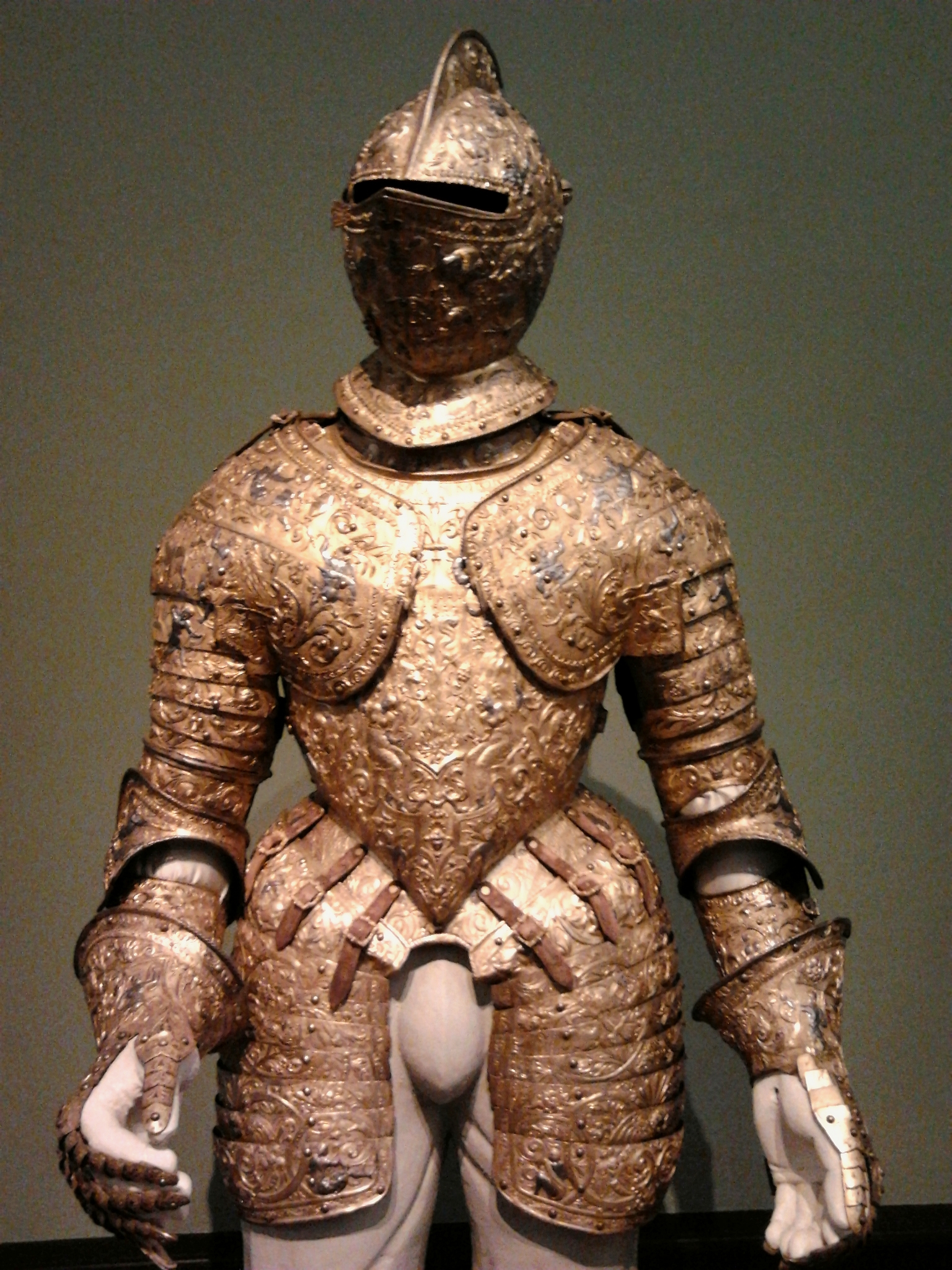
装飾があるフランスのパレードアーマー（1570年代のもの）

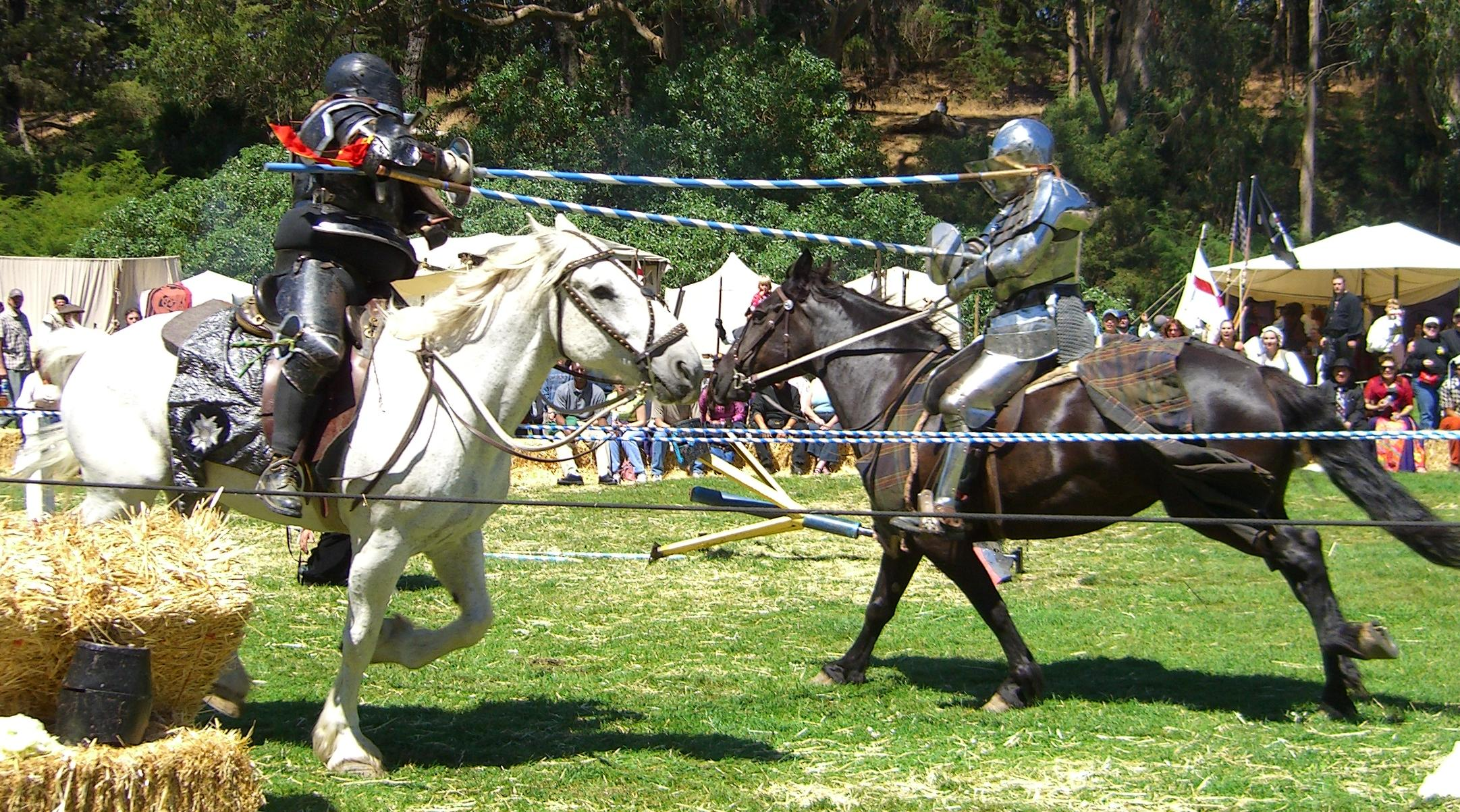
ジョストのイベント（2006年）

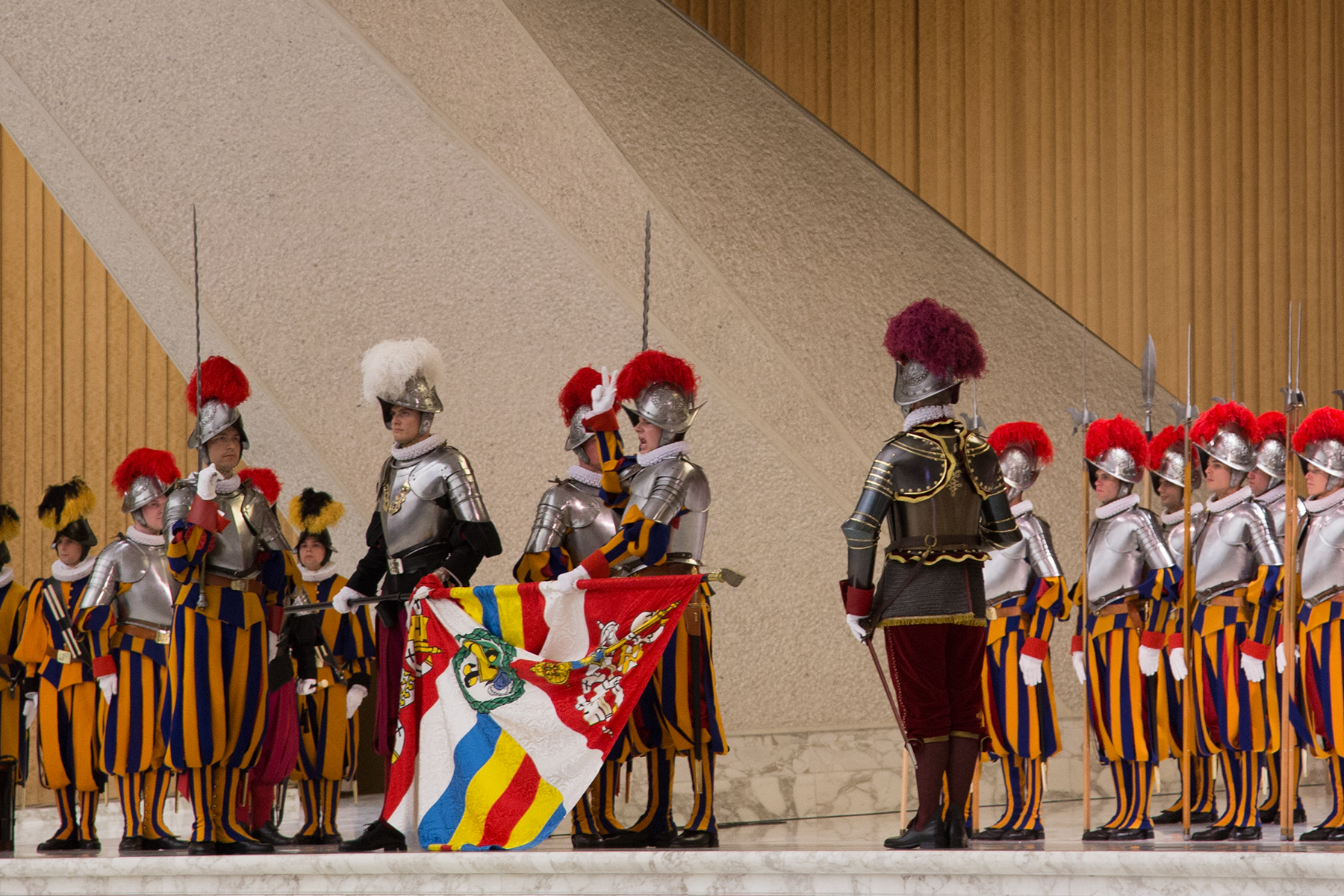
バチカンのスイス衛兵の入隊式（2013年）

前述の通り衰退した後も、儀礼用の装飾を施したパレードアーマーは残り続け、その存在感や装飾性から美術品として現代にいたるまでも珍重されている。これらは彫金や見栄えのする飾りなどが取り付けられており、また実戦よりも儀礼的に利用されるため、軽量化のために実際の耐久性は考慮されていないなどの特長も見られる。馬上槍試合用の鎧は重点を固める方向で重量化、こちらも衝撃を受けない部分が簡略化されるなど、戦闘に於ける実用性は失われ、槍試合に特化したものに変化していった。
バチカンのスイス衛兵は入隊式において制服の上から上半身にプレートアーマーを着て宣誓を行う。新規入隊者が着用するものには飾りが無いのか特徴である。
これらの装飾用プレートアーマーは現代でも製作され続けているが、一部では趣味の製作者が自動車のスクラップやドラム缶の板金で製作されることもある。現代のものはほぼ装飾用で、一部では歴史再現物などのコスプレの一種（→Historical reenactment）として着用可能なものが流通しており、パレードや歴史再現劇、ジョストのイベント、アーマードバトル用など目的に合わせた鎧が流通している。

### 現代に於ける装甲
上述の通り、銃弾に耐えるため重量を増したプレートアーマーは、面積を徐々に減らしていくこととなり、現在では頭部を守るヘルメットを残すのみである。そのヘルメットにしても、銃弾防御のみを意図したものでなく、爆発の破片や転倒時や落下物などに対する備えでもあり、総合的な安全向上のためのものである。
現在も胴体を守るために用いられているボディアーマーは、砲弾片程度しか阻止できないものから、拳銃弾を防護できるものが、1980年代までは軍用としては一般的であったが、その後には装甲を貫通する目的で作られた小銃用のAP弾（ArmourPiercing）をも停止させうるものまでが実用・普及してきた。大質量ではあるものの高性能品はセラミックプレートやメタルプレートなどをも併用することがあるが、基本的にはプレートアーマーの実用性喪失・衰退後、プレートアーマーとは独自に発達し、性能向上による大質量化と軽量化の間を右往左往しながら、プレートアーマーの後を埋めていった防具である。そのため現代でも低性能品は、柔軟性があって軽量、かつ急所となる部分を重点的に防御する様式が主流である。
全身を被うタイプの鎧は、行動も制限されやすくなるために現在ではすっかり実用性を失っているが、その一方でパワードスーツのようなアイディアもあり、今のところ軍事用のものではサイエンス・フィクションなどにしか登場しないものの、アメリカ軍が真剣に開発中という話も出ている（2010年代現在、未だ研究段階を出ていない）。
現代においてプレートアーマーのように全身を隙間無く防御する装備としては対爆スーツがあるが、これはプレートアーマー以上に重く、総重量は60キロを超えるため歩くだけで精一杯となるが、戦闘用ではなく作業用であるため問題視されてはいない。

## 武器開発に与えた影響
プレートアーマーの発展はそれに対抗する武器の発展にも影響を与えた。
この鎧は刃を通さず、打撃（特に切断）に強かった。ロングボウや強力なクロスボウ、銃器であれば装甲を貫通できたが、一般的なクロスボウでは、撃った後に次の矢をつがえるか、反撃から逃れることができるような遠距離から2mmの厚さの鉄板でできた装甲を貫くエネルギーを得ることは容易ではなかった。このためクロスボウは次第に強力化していき、短く太い専用の矢を使うものが利用されるようになっていった。これによって狙撃された騎士も少なくないことから、十分な威力を持つクロスボウはプレートアーマーを着た騎士の脅威として、その使用が制限されるなどの歴史も見られる。詳しくはクロスボウの項を参照。
その一方で戦斧やメイス、ウォーハンマー（戦槌）、フレイル等による殴打は装甲そのものを破壊することこそできなかったが、十分な重さと勢いを与えることで大きく陥没させることはあり、その衝撃によって人体に打撲傷を与えることができた。特に重いものでは骨折したり裂傷を負ったりもしたため、鎧の下に打撃を吸収するキルティングの下地をつける場合もある。モーニングスターのように打撃力と貫通力を持つ武器が発達したりもしている。片手半剣や両手剣による攻撃は装甲を斬り裂くことはできなかったが、打撃でダメージを与えることはできた。
プレートを全身に身につけるとしても、関節の可動域を確保するためにはどうしても隙間が発生することは避けられず、剣や短剣を用いてその隙間を狙う技術が発展し、これに対抗するために戦士達は鎧の下に更に鎖帷子をシャツのように着込んだ。こうした目的の鎖帷子では布地のシャツに関節部分だけ鎖が縫い付けてあるものも登場している。また、鎧のつなぎ目や鎖帷子の隙間を狙う刺突に特化した剣や短剣、槍（アールシュピースやオールパイク）が誕生した。
この他には棒状武器の中に「引っ掛けて引き倒す」という機能に特化したものも多い。これは比較的軽装の歩兵などが装備し、あまりに鎧が重くなったために落馬すると自力ではすぐさま馬に這い上がれない騎士などに対して利用された。ハルバードなどは、その典型的な「引っ掛けて打ち倒す」ことを前提とした武器である。これらで引き倒された騎士は歩兵などに群がられ、倒れたところを鎧と兜の隙間から短剣を刺し入れられて倒されたという。
ウォーピックやウォーハンマー、ハルバードやポールアックスのピック部分も装甲を貫く役目を果たした。
14世紀頃の西洋では鎧の発達で盾は不要になり、騎士は両手剣、両手斧、ポールアックス、ポールハンマー（長柄のウォーハンマー）などの両手用の威力のある武器を使用するようになった。
一般の兵士も槍先が重くなって、柄が長く頑丈になり、鎧を突刺すべく改造された槍や板金鎧に有効なハルバード、ビル、グレイブといった両手持ちの歩兵用のポールアームを使用するようになった。
プレートアーマーの衰退もまた武器の発展に影響を与えた。16−17世紀に用いられたレイピアは、プレートアーマーの衰退後に生まれた武器であり、鎧で防御していない敵を攻撃すると同時に、鎧で守られていない自らを護るものでもあり、扱い易さを重視した軽量の剣である。レイピアは戦場でも使われたが、どちらかと言えば決闘での使用が重視された。
東欧においては17世紀になっても未だにチェーンメイルやプレートアーマーを使用する兵士がいたため、エストックや戦斧、メイスやウォーハンマーが用いられた。
しかし、鎖帷子の上にコートオブプレートを着込んだスタイル、およびプレートアーマーの重装備には、斬撃だけではなく、打撃もほぼ通用せず、刺突が有効だとする説もある。

## 構成・構造
プレートアーマーは頭部を保護するヘルメット（ヘルム、アーメットとも）、喉を守るゴージット（ビーヴァ）、ポールドロンまたはスポールダと呼ばれる肩当て、そしてそれを補強するガルドブラ、肘を守るコーター、前腕を守るヴァンブレイス（アッパーカノン）、下腕部を防護するリアブレイス（ロウアーカノン）、手首を守るゴーントリット、脇をまもるベサギュー、胸部と背部を守るクウィラス（単にブレストプレート、バックプレートとも言う）、腰部を守るフォールド、フォールドから吊り下げられた二枚一組の小板金のタセット、胸部のブレストプレートと対になったバックプレートから吊り下げられ臀部を守るキューリット、チェインメイルスカート、大腿部を守るクウィス、膝を守るパウレイン、脛を守るグリーヴ、足を守る鉄靴ソルレット（サバトン）等からなる。
こういったそれぞれの部品は、様々な形状の金属板を切り出し、槌で叩いて三次元的な曲面を持つパーツにして、これらを組み合わせ構成する。このパーツで体の動きを妨げないよう重ね合わせたり関節を設けたりするわけだが、多くのパーツはリベットで留められる。一部には皮革などが皮バンドとして用いられ、これを使って体に固定する。
ソルレット、ゴーントリットなどはパーツの左右に穴を開けリベットでかしめ、回転軸とし自由度を持たせる。スライドリベットは一方の穴を大きくしワッシャーをいれてリベット自体の穴に自由度を持たせる。また、革ベルトにリベットでパーツを留める。タセットやゴチック式の肘部分は外からは見えないが革ベルトであり柔軟に可動する。
板金の厚みは物や部分にもよるが1～1.6mmほどで、現在の自動車用板金よりは厚いが、自動車板金に使われる高張力鋼板よりは格段に弱いため、打撃や貫通といった攻撃に耐えるため要所要所に補強が入れられていた。敵にさらす左側をより厚くしたものも多い。グリニッジ甲冑などは肘を大きく作り盾の代用とする。
なお、19世紀中頃にナポレオン3世は、甲冑をアルミニウム製とすることで軽量化を考え、科学者ドビーユに援助したが、当時の技術ではアルミニウムの大量生産は不可能であり、この目論見は頓挫した。アルミニウムの大量生産が確立するのは20世紀に入ってからであり、様々な製品に用いられるようになったが、軟らかく防弾には向いている素材と言えず、アルミニウム製の甲冑は実現しなかった。

## 着用法
プレートアーマーの着用に際しては、まずギャンベゾンという鎧下（布製の衣服のようなもの）を着る。リネンなどを幾層にも重ねて縫い合わせたキルト状のもので、ある程度の防刃と衝撃吸収の役目があり、打撃による損傷を和らげ、また鎖帷子がこすれや打撃で皮膚を傷付けるのを防ぐ役割も果たした。高級なものは当初は絹よりも高価とされたコットン（木綿）がその中に入っていた。なお現在手芸で人気のあるキルトは、元々は戦争に行く夫や恋人のために女性が作ったギャンベゾンが源流である。高級な手間のかかったギャンベゾンは全身に放熱用の小さな穴を開けており、その周囲は全て糸でかがってある。
ギャンベゾンは、プレートアーマー発達以前のチェインメイルが主だった時代には、裾が長いゆったりしたものであったが、後期になると裾が短くなり、体の線にぴったりとした立体裁断になる。後期のものはアーミングジャケットと呼ばれる。アーミングジャケットは肩や腰にあながあいており、そこに紐をとおして鎧を結び付けた。
大腿部の鎧は、アーミングジャケットの腰の位置に穴を開け、上からベルトをとおす。ベルトには穴と同じ位置に穴が開けられ、紐はアーミングジャケットの裏から穴をとおしてベルトを抜け大腿部のパーツに結び付けられる。体に密着させることでより着心地が良く、バランスもとれ鎧のずれもなくなった。アーミングジャケットには肘、脇、首回りにチェーンメイルのシートが取り付けられており、これで関節部分を防御する。脇の下には布地は無くチェインメイルだけである。これは放熱を狙ったものである。
また多くの騎士は、チェインメイルの全盛期より、鎧の上からサーコートと呼ばれる外套を着用していた。これらは特別な意匠を施すことで敵味方の識別をしたり、またお世辞にも見栄えがよくないチェインメイルを隠して外見を華美にし、権力を誇示する目的があった。また実用面においても、炎天下における甲冑表面の温度の上昇を抑える、あるいは歩兵の武器に鎖が引っ掛けられるのを防ぐ効果があった。プレートアーマーの時代になってもこれは継承された。史実かどうかはさておき、ウィリアム・シェイクスピアの史劇『ヘンリー五世』におけるヘンリー5世の、赤と青のツートンカラーのサーコート姿が有名である。しかし、チェインメイルの場合と違ってプレートアーマー自体を誇示したほうが見栄えがよく、また逆にサーコートを着用したほうが武器に引っ掛けられる危険性が高くなるため、次第に用いられなくなった。温度の上昇については、鎧の表面を磨いて光沢を出し太陽光を反射するようにしたため、ある程度抑えられるようになった。